# Им Јона
Им Јyна (Корејски:임윤아, рођена 30. маја 1990. године ), познатија као Јyна, је јужнокорејска певачица и глумица. Дебитовала је као члан групе позната под именом Женска Генерација у августу 2007. године. Група је постала међу једним од најпродаванијих умјетника у Јужној Кореји и убрзо постала и најпопуларнија јужнокорејска женска група свих времена. Поред њене активности у групи, Јона је учествовала у многим телевизијским серијама, посебно у серији Ти си моја судбина (2008), која је обележила њен напредак у каријери Киша љубави (2012), Премејер и ја (2013), К2 (2016), и Краљ у љубави (2017).

## Живот и каријера

##### 1990—2007: Детињство и почетак каријере
Јyна је рођена 30. маја 1990. године у Сеулу, Јужна Кореја. Живи са оцем и старијом сестром. Током одрастања слушала је женску групу С. Е.С. и сањала је да постане позната пјевачица. 2002. године, она је одиграна у аудиторијуму, СМ Суботња Отворена Аудиција и провела пет година у обучавању пјевања, плеса и глуме. Током својих приправничких дана, имала је низак ниво самопоуздања, јер је имала изузетно низак глас, па је због тога размишљала да одустане од пјевања како би наставила своју глумачку каријеру.